# René Feck
René Feck (* 13. März 1918 in Folscheid; † 17. Dezember 1944 in Hamburg-Ohlsdorf) war ein luxemburgisch-belgischer römisch-katholischer Geistlicher und Märtyrer.

## Leben
René Feck wurde 1943 zum Priester geweiht und Vikar an der St.-Donatus-Kirche in Arlon. Als eine von 40 Geiseln wurde er am 24. August 1944 von der nationalsozialistischen Besatzungsmacht festgenommen und in das KZ Neuengamme deportiert. Wegen einer Lungenentzündung wurde er in das Gefängnis Ohlsdorf verlegt und starb dort Ende des Jahres 1944 im Alter von 26 Jahren.

## Gedenken
In Arlon steht sein Name auf einer Sammeltafel zum Gedenken an NS-Opfer.